# Gates
Els gates o garites (en llatí Garites, Gabites o Gates) eren un poble aquità que es va sotmetre a Publius Crassus, legat de Juli Cèsar, l'any 56 aC.
Cèsar diu que vivien entre els elusates i els ausques. El nom d'aquest poble ha estat associat al nom Gers, un afluent de la Garona, però com que la lectura al llibre de Cèsar és incerta (alguns han llegit en llatí gates) això ha quedat com a hipòtesi.